# شهرستان ونچنا
شهرستان ونچنا (به لهستانی: Łęczna County) یک شهرستان در لهستان است که در استان لوبلین واقع شده‌است.

## خصوصیات
شهرستان ونچنا ۶۳۳٫۷۵ کیلومترمربع مساحت و ۵۷٬۳۱۴ نفر جمعیت دارد.